# Symmetoronica
『Symmetoronica』は、cinema staffの2枚目のミニアルバム。2009年6月10日、under_barより発売。

## 収録曲
DISC1（CD）
1. チェンジアップ
2. Boys Will Be Scrap
3. 妄想回路
4. シンメトリズム
5. 第12感

DISC2（DVD）
1. AMK HOLLIC
2. チェンジアップ
3. 第12感
4. 部室にて
5. 優しくしないで
6. KARAKURI in the skywalkers